# 华东理工大学出版社

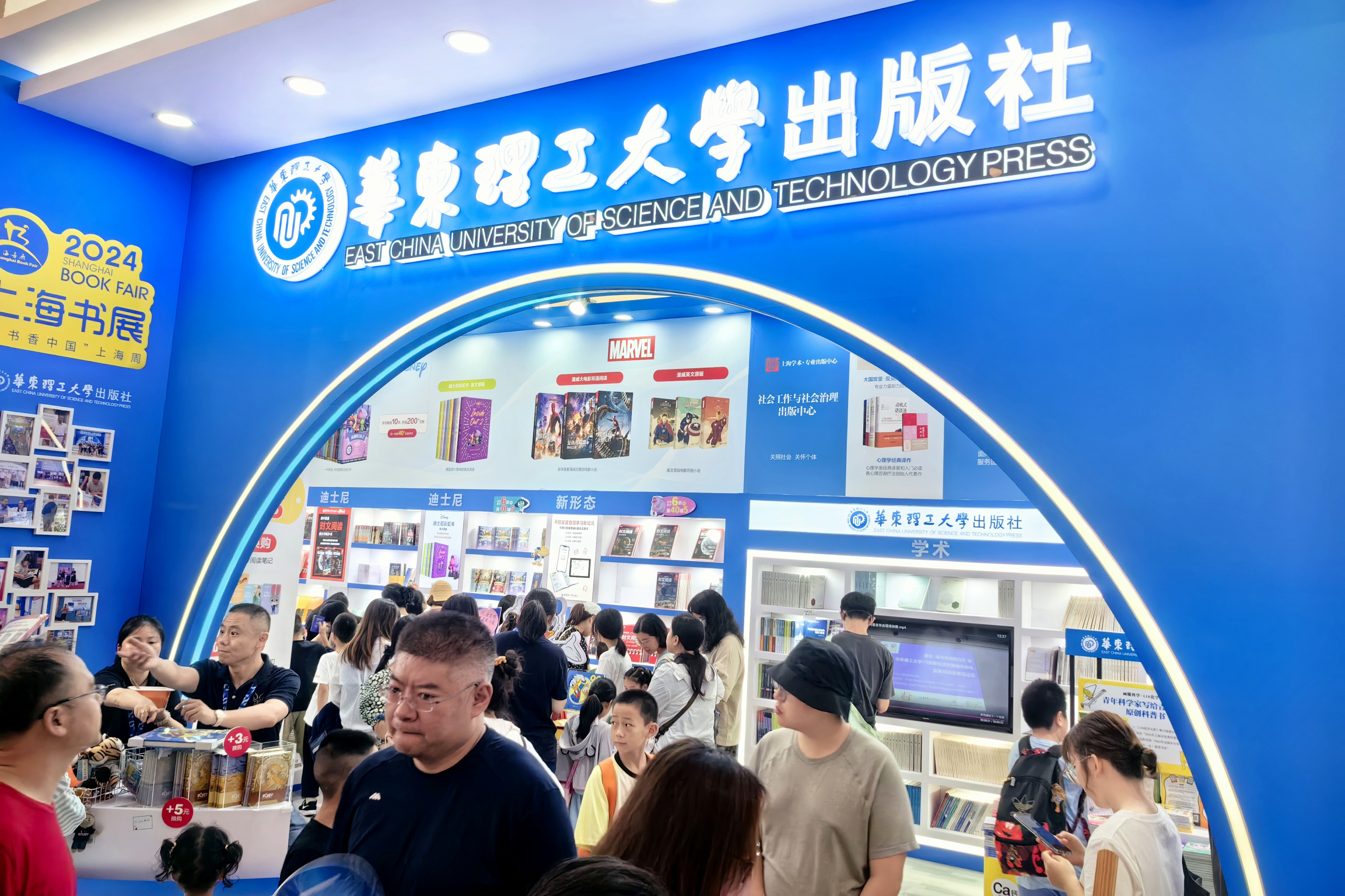
2024年上海书展华东理工大学出版社展位

华东理工大学出版社是中华人民共和国的一家出版社，成立于1986年11月，社址位于上海市，由中华人民共和国教育部主管、华东理工大学主办。